# SMS Markgraf
Le SMS Markgraf est le troisième cuirassé de la classe König construit pour la Kaiserliche Marine. Sa construction débute en novembre 1911, il est mis en service le 1er octobre 1914. Le navire dispose de 10 canons de 30,5 cm dans 5 tourelles jumelles et peut se déplacer à 21 nœuds ou 39 km/h. Le navire a été nommé SMS Markgraf en l'honneur de la famille royale de Baden, le terme Markgraf correspondant au titre de marquis.
Avec ses trois sister-ships, le SMS König, le SMS Großer Kurfürst et le SMS Kronprinz, le SMS Markgraf participe à plusieurs opérations pendant la Première Guerre mondiale, notamment la bataille du Jutland où le navire est fortement engagé par la flotte britannique et prend part à l'opération Albion débouchant sur la conquête du golfe de Riga. Le navire est endommagé par une mine lors de son retour en Allemagne.
Après la défaite de l'Allemagne et la signature de l'armistice en novembre 1918, le SMS Markgraf et la plupart des navires principaux de la flotte de haute mer allemande sont internés par la Royal Navy à Scapa Flow. Les navires sont désarmés et les équipages réduits au minimum pendant que les puissances alliées négocient la version finale du traité de Versailles. Le 21 juin 1919, quelques jours avant la signature du traité, le commandant de la flotte internée, le contre-amiral Ludwig von Reuter, ordonne le sabordage de la flotte pour s'assurer que les Britanniques ne puissent pas s'emparer des navires. Contrairement à la plupart des navires sabordés, le SMS Markgraf n'a jamais été renfloué pour la casse. L'épave repose toujours au fond de la baie.

## Conception

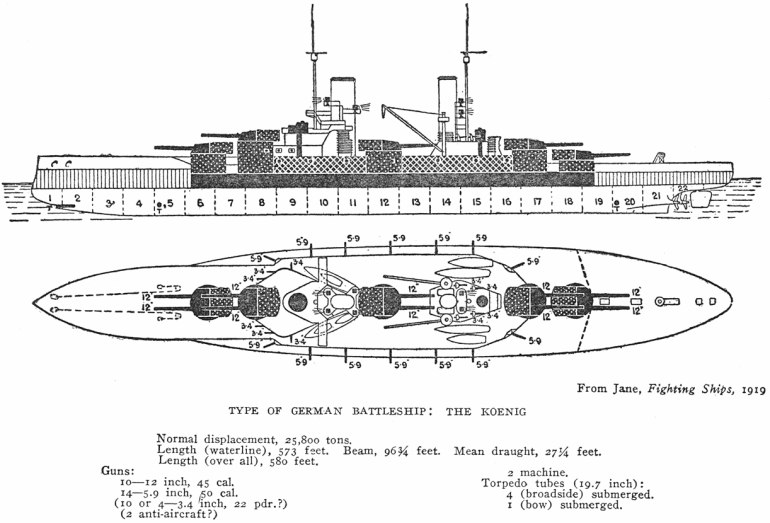
Plan et vue en élévation d'un navire de la classe König, de Jane's Fighting Ships 1919

Les quatre cuirassés de classe König ont été commandés dans le cadre de la course germano-britannique aux armements navals précédent la Première Guerre mondiale. Ils sont la quatrième génération de dreadnought allemands, et sont construits en réponse à l'apparition de la classe britannique Orion commandée en 1909. La classe König est le développement de la classe Kaiser, l'amélioration majeure de cette nouvelle classe est l'agencement plus efficace de la batterie principale (en). Initialement, la classe König devait utiliser un moteur diesel sur l'arbre d'hélice central pour augmenter l'autonomie de croisière, le développement des moteurs diesel s'étant avéré plus complexe que prévu, une centrale électrique avec turbine à vapeur est finalement choisie.
Le SMS Markgraf déplace 25 796 tonnes à vide et 28 600 tonnes, il a une longueur de 175,4 mètres, une largeur de 29,5 mètres et un tirant d'eau de 9,19 mètres. Il est propulsé par trois turbines à vapeur Parsons ; la vapeur étant fournie par trois chaudières à tubes d'eau Schulz-Thornycroft au mazout et douze au charbon, développant au total 42 708 chevaux-vapeur soit (31 847 kW) et produisant une vitesse maximale de 21 nœuds (38,9 km/h). Le navire a une autonomie de 8 000 milles marins (15 000 km) à une vitesse de croisière de 12 nœuds (22 km/h). Son équipage est formé de 41 officiers et de 1 095 hommes.
L'armement du SMS Markgraf est composé de dix canons jumelés de 305 mm disposés dans cinq tourelles, deux tourelles à l'avant, deux tourelles à l'arrière et une tourelle centrale entre les deux cheminées. Comme les premiers cuirassés de la classe Kaiser, il peut orienter tous ses canons principaux de chaque côté du navire, mais il bénéficie d'un arc de tir plus large en raison de la disposition des tourelles. Son armement secondaire est formé de quatorze canons à tir rapide de 150 mm et de six canons à tir rapide de 88 mm, tous montés individuellement en casemates, la norme pour les navires de l'époque. Il dispose également de cinq tubes lance-torpilles de 50 cm, un à la proue et deux sur chaque côté du navire. Les canons de 8,8 cm du SMS Markgraf ont été retirés et remplacés par quatre canons antiaériens de 8,8 cm.
Le SMS Markgraf dispose d'une ceinture blindée en acier cimenté Krupp d'une épaisseur de 35 cm dans la citadelle centrale qui protège les machines de propulsion et les magasins de munitions, elle est réduite à 18 cm à l'avant et à 12 cm à l'arrière. Dans la partie centrale du navire, le pont du navire a une épaisseur de 10 cm, réduite à 4 cm à l'avant et à l'arrière. Les tourelles de la batterie principale ont des plaques de blindage sur les côtés de 30 cm d'épaisseur de 11 cm sur les toits. Les canons des casemates ont 15 cm de protection blindée.

## Carrière opérationnelle

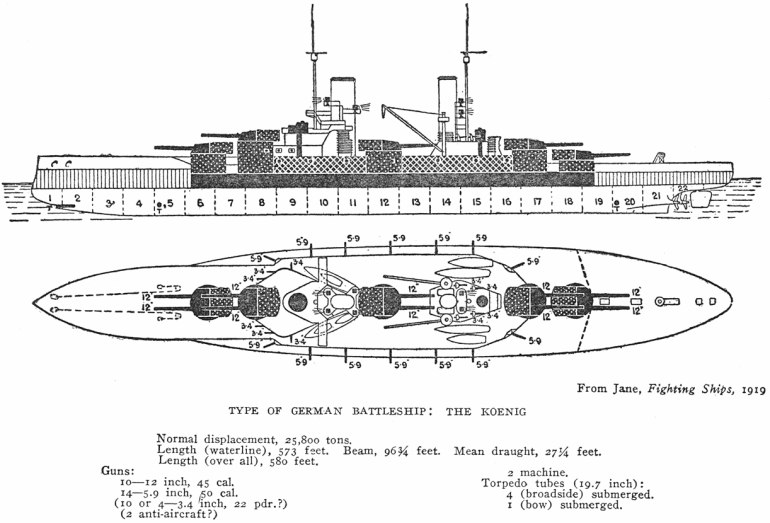
Plan d'un cuirassé de classe König.

### Opérations en Mer du Nord
Le SMS Markgraf prend pour nom provisoire Ersatz Weissenburg, il est construit au chantier naval AG Weser à Brême sous le numéro de construction 186, sa quille est posée en novembre 1911. Lors de la cérémonie de lancement le 4 juin 1913, le navire est baptisé par Frédéric II, grand-duc de Bade, chef de la famille royale de Bade, en l'honneur duquel le navire est nommé. Les travaux d'aménagement s'achèvent le 1er octobre 1914, le jour où le SMS Markgraf est mis en service dans la flotte de haute mer. Le navire prend part à des essais en mer, qui durent jusqu'au 12 décembre. Le 10 janvier 1915, le navire rejoint la IIIe Escadre de bataille de la flotte de haute mer allemande avec ses trois sister-ships. Le 22 janvier 1915, la IIIe Escadre de bataille est détachée de la flotte pour mener des entraînements aux manœuvres, au tir et aux torpilles dans la mer Baltique. Les navires retournent en mer du Nord le 11 février, trop tard pour aider le Ier Groupe de reconnaissance à la bataille de Dogger Bank.
Après la bataille de Dogger Bank et la perte du SMS Blücher, le Kaiser Guillaume II démet l'amiral Friedrich von Ingenohl de son poste de commandant de flotte le 2 février et le remplace par l'amiral Hugo von Pohl. Au cours de l'année 1915, von Pohl effectue une série de sorties avec la flotte de haute mer. La première opération de ce type - la première du SMS Markgraf avec la flotte - est une sortie de la flotte vers Terschelling les 29 et 30 mars, la flotte allemande n'engage aucun navire de guerre britannique durant cette la sortie. Des sorties sans incident sont réalisées les 17 et 18 avril et trois jours plus tard les 21 et 22 avril. Le SMS Markgraf et le reste de la flotte restent au port jusqu'au 29 mai, date à laquelle la flotte effectue une nouvelle sortie de deux jours dans la mer du Nord. Les 11 et 12 septembre, le SMS Markgraf et le reste de la IIIe Escadre sont en soutien d'une opération de pose de mines au large de Texel. Une autre sortie sans incident de la flotte a lieu les 23 et 24 octobre.
Le 18 janvier 1916, l'amiral von Pohl, atteint d'un cancer du foie est remplacé à la tête de la flotte de haute mer par le vice-amiral Reinhard Scheer. Il propose au Kaiser une stratégie navale plus agressive conçue pour forcer une confrontation avec la Grande Flotte britannique ; il reçoit en février la validation de cette stratégie par le Kaiser. La première des opérations de Scheer est menée le mois suivant, du 5 au 7 mars, avec une sortie sans incident sur le banc des Flandres en Mer du Nord. D'autres sorties ont lieu le 26 mars puis les 21 et 22 avril. Le 24 avril, les croiseurs de bataille du Ier Groupe de reconnaissance du contre-amiral Franz von Hipper mènent un raid sur les côtes anglaises. Le SMS Markgraf et le reste de la flotte allemande naviguent en soutien lointain. Lors de cette opération, le croiseur de bataille SMS Seydlitz heurte une mine alors qu'il se dirigeait vers la cible et doit se retirer. Les autres croiseurs de bataille bombardent la ville de Lowestoft sans opposition, mais lors de l'approche de Yarmouth, ils rencontrent les croiseurs britanniques de la Force de Harwich. Après un court duel d'artillerie, la force britannique se retire. Dans le même temps des rapports signalent la présence de sous-marins britanniques dans la région et provoquent le retrait du Ier Groupe de reconnaissance allemand. Quant à Scheer, il apprend l'appareillage de la Grande Flotte de la base à Scapa Flow et décide de se replier dans les eaux allemandes plus sûres.

### Bataille du Jutland

Cartes montrant les maneuvres des flottes britannique (en bleu) et allemande (en rouge) durant la bataille du Jutland les 31 mai et 1er juin 1916

Le SMS Markgraf participe à l'opération de la flotte allemande qui débouche sur la bataille du Jutland, les 31 mai et 1er juin 1916. La flotte allemande cherche une nouvelle fois à attirer et isoler une partie de la Grande Flotte pour la détruire avant que la flotte britannique principale ne puisse intervenir. Le SMS Markgraf est le troisième navire de la ligne allemande, derrière ses sister-ships SMS König et SMS Großer Kurfürst et précédant le SMS Kronprinz. Les quatre navires constituent la Ve Division de la IIIe Escadre de bataille et forment l'avant-garde de la flotte. Cette avant-garde est suivie par les cuirassés de la classe Kaiser formant la VIe Division de la IIIe Escadre de bataille. La IIIe Escadre est suivie des classes Helgoland et Nassau formant la Ire Escadre de bataille ; en arrière-garde sont positionnés les pré-dreadnoughts obsolètes de classe Deutschland de la IIe Escadre de bataille.
Peu avant 16h00, les croiseurs de bataille allemands du Ier Groupe de reconnaissance rencontrent la 1re Escadre de croiseurs de bataille britanniques sous le commandement du vice-amiral David Beatty. Les navires commencent un duel d'artillerie qui entraine la destruction du HMS Indefatigable peu après 17 h et HMS Queen Mary, moins d'une demi-heure plus tard. Durant ce duel, les croiseurs de bataille allemands naviguent vers le sud pour attirer les navires britanniques vers le corps principal de la flotte de haute mer allemande. À 17 h 30, l'équipage du SMS König repère les deux groupes de croiseurs en approche, les croiseurs de bataille allemands naviguant à tribord, tandis que les navires britanniques se dirigeant vers bâbord. À 17 h 45, Scheer ordonne un virage en deux points pour rapprocher ses navires des croiseurs de guerre britanniques et une minute plus tard, l'ordre d'ouvrir le feu est donné.
Le SMS Markgraf ouvre le feu sur le croiseur de bataille HMS Tiger à une distance de 19 000 mètres. Dans le même temps, le SMS Markgraf et ses sister-ships engagent avec leur artillerie secondaire les destroyers britanniques qui tentent d'effectuer des attaques de torpilles contre la flotte allemande. le SMS Markgraf continue d'engager le HMS Tiger jusqu'à 18 h 25, heure à laquelle les croiseurs de bataille britanniques plus rapides réussissent à sortir de la portée de tir efficace. Pendant cette période, les cuirassés HMS Warspite et HMS Valiant du 5e Escadron de combat tirent sur les cuirassés allemands. À 18 h 10, un obus de 38 cm frappe le SMS Markgraf sur un joint entre deux plaques de blindage latéral de 20 cm et entraine la déformation du pont et la formation d'une voie d'eau faisant entrer 400 tonnes d'eau dans le bateau. Peu après le destroyer anglais HMS Moresby, tire une torpille à une distance de 7 300 m sur le navire mais rate la cible. Vers 19 h 5, le destroyer anglais HMS Malaya tire une torpille en direction du SMS Markgraf, mais le navire allemand est hors de portée de cette dernière. Durant ce laps de temps le SMS Markgraf engage un croiseur de la 2e Escadre de croiseurs légers avant de reporter son feu sur le 5e Escadron de combat pendant plus de 10 minutes. Durant cet échange de feu, le SMS Markgraf est touché par deux obus de 38 cm qui ne provoquent que des dommages négligeables.
Peu après 19 h, le croiseur allemand SMS Wiesbaden est sévèrement touché par un obus du croiseur de bataille britannique HMS Invincible, le contre-amiral Paul Behncke, à la tête des navires de classe König, tente de positionner les quatre cuirassés pour protéger le croiseur allemand. Au même moment, les 3e et 4e Escadrons de croiseurs légers britanniques lancent une attaque à la torpille sur la ligne allemande ; tout en avançant vers la portée des torpilles, ils frappent le HMS Wiesbaden avec le feu de leurs canons principaux. Les croiseurs blindés obsolètes du 1er Escadron de croiseurs rentrent également dans la mêlée. Le SMS Markgraf et ses sister-ships fournissent un feu nourri sur les croiseurs britanniques mais ne parviennent à les chasser. le SMS Markgraf tire avec ses canons de 30,5 cm et de 15 cm sur le croiseur blindé HMS Defence. Sous l'avalanche de feu des navires allemands, le HMS Defence explose et coule. La destruction du navire est attribuée au croiseur de bataille SMS Lützow, bien que les artilleurs du SMS Markgraf revendiquent également cette destruction.
Le SMS Markgraf tire ensuite sur le croiseur de bataille HMS Princess Royal et touche le navire britannique à deux occasions.[31] Le premier coup frappe le blindage de 22 cm recouvrant la barbette "X", est dévié vers le bas et explose entrainant de graves dommages au pont supérieur. L'explosion bloque une tourelle et tue l'équipage du canon gauche. Le deuxième obus pénètre le blindage de ceinture de 6 pouces du HMS Princess Royal, ricoche vers le haut sur le bunker à charbon et a explosé sous le blindage de pont de 1 pouce. Les deux obus font 11 morts et 31 blessés. Au même moment, les canons secondaires du SMS Markgraf tirent sur le croiseur HMS Warrior, qui est gravement endommagé par 15 obus lourds et est contraint de se replier. le HMS Warrior sombre lors du voyage de retour vers au port le lendemain matin.
Vers 19 h 30, la principale force de cuirassés de l'amiral Jellicoe entre dans la bataille. Le HMS Orion commence à tirer sur SMS Markgraf à 19 h 32 quatre salves d'obus perforants à capuchon (APC) de 13,5 pouces, un des obus de la dernière salve touche le navire allemand. L'obus explose en percutant le blindage de 15 cm protégeant la casemate du canon no 6. L'obus troue le blindage et désactive le canon, deux des servants du canon sont blessés les autres sont tués. Un obus lourd a failli frapper le navire au même moment. À 19 h 44, un arbre d'hélice tordu force l'équipage du SMS Markgraf à couper le moteur bâbord. La vitesse tombe à 17 ou 18 kn (31 ou 33 km/h) mais le navire garde sa position dans la ligne de combat.
Peu après 20 h, les cuirassés allemands engagent la 2e escadre de croiseurs légers. Le SMS Markgraf utilise son armement secondaire durant cet engagement. Au cours de cette période, le SMS Markgraf est ciblé par les canons de 12 pouces du HMS Agincourt dont un obus touche le navire allemand à 20 h 14. L'obus n'explose pas et se brise à l'impact sur le blindage latéral de 8 pouces, causant des dommages minimes. Deux des plaques adjacentes de 14 pouces directement sous le blindage de 8 pouces sont légèrement déformées vers l'intérieur provoquant une inondation mineure. Le feu nourri de la flotte britannique force l'amiral Scheer à ordonner à la flotte allemande de faire demi-tour. En raison de sa vitesse réduite, le SMS Markgraf fait son demi-tour rapidement pour tenter de maintenir sa place dans la ligne de bataille mais provoque du désordre dans la ligne : le SMS Grosser Kurfürst est contraint de se décaler avant de revenir à sa position derrière le SMS König. le SMS Markgraf se retrouve positionné derrière le SMS Kronprinz. Après s'être désengagé avec succès des Britanniques, l'amiral Scheer ordonne à la flotte allemande de prendre une formation de croisière de nuit qui sera effective malgré des retards d'exécution causés par des erreurs de communication entre l'amiral Scheer à bord de SMS Friedrich der Große et le SMS Westfalen, le navire de tête. Plusieurs croiseurs légers et destroyers britanniques rencontrent la ligne allemande vers 21 h 20. Durant ce court engagement, le SMS Markgraf touche à cinq reprises avec son armement secondaire le croiseur HMS Calliope.
Vers 2 h 45, plusieurs destroyers britanniques ont lancé une attaque à la torpille contre l'arrière de la ligne allemande. Le SMS Markgraf a initialement retenu son feu n'arrivant pas à identifier les destroyers, contrairement au SMS Grosser Kurfürst qui les identifient comme navires hostiles et ouvre le feu tout en louvoyant pour éviter les torpilles. Il est rapidement imité par le SMS Markgraf. Le feu nourri des cuirassés allemands force les destroyers britanniques à se replier. À 5 h 6, le SMS Markgraf et plusieurs autres cuirassés tirent sur ce qu'ils pensent être un sous-marin.
La flotte de haute mer réussit à percer les forces légères britanniques sans attirer l'attention des cuirassés de l'amiral Jellicoe. Elle a ensuite atteint Horns Rev à 4 h le 1er juin. Après avoir atteint Wilhelmshaven, le SMS Markgraf entre dans le port tandis que plusieurs autres cuirassés prennent des positions défensives dans la rade extérieure. Le navire est transféré à Hambourg où il est réparé dans le grand quai flottant d'AG Vulcan. Les travaux de réparation s'achèvent le 20 juillet. Au cours de la bataille du Jutland, le SMS Markgraf a tiré un total de 254 obus de sa batterie principale et 214 coups de ses canons de 15 cm. Le navire a été touché par cinq obus de gros calibre entrainant la mort de 11 hommes et 13 blessés.

### Opérations ultérieures
Après des réparations en juillet 1916, le SMS Markgraf est transféré en Mer Baltique pour des essais. Le navire est ensuite temporairement affecté au Ier Groupe de reconnaissance pour l'opération de la flotte les 18 et 19 août. En raison des graves dommages subis par le SMS Seydlitz et le SMS Derfflinger au cours de la bataille du Jutland, les seuls croiseurs de bataille disponibles pour cette opération sont le SMS Von der Tann et le SMS Moltke. Ils sont rejoints par le SMS Markgraf, SMS Großer Kurfürst et le nouveau cuirassé SMS Bayern. Les Britanniques, au courant des plans allemands, sortent la Grande Flotte pour les rencontrer. Le 19 août 1916, à 14 h 35, l'amiral Scheer est averti de l'approche de la Grande Flotte et, ne voulant pas engager l'ensemble de la Flotte allemande à peine 11 semaines après l'engagement serré du Jutland, fait demi-tour et se retire dans les ports allemands.
Du 18 au 20 octobre, le SMS Markgraf participe à une sortie en mer en direction du Sunderland. Il enchaine une série de sortie d'entraînement avec la IIIe Escadre du 21 octobre au 2 novembre. Deux jours plus tard, le navire est officiellement intégré à la IIIe Escadre. Le 5 novembre, deux U-boot s'échouent sur la côte danoise. Des forces légères sont envoyées pour récupérer les navires. La IIIe Escadre qui se trouve en Mer du Nord en route pour Wilhelmshaven, reçoit l'ordre de couvrir cette opération de sauvetage. Au cours de l'opération, le sous-marin britannique HMS J1 réussit à toucher par torpilles le SMS Grosser Kurfürst et le SMS Kronprinz, leur causant des dégâts modérés. Pendant la majeure partie de 1917, le SMS Markgraf est employé à garder la Mer du Nord, au cours du mois de janvier il est en radoub, puis participe au long de l'année à des périodes d'entrainement en Mer Baltique.

### Opération Albion

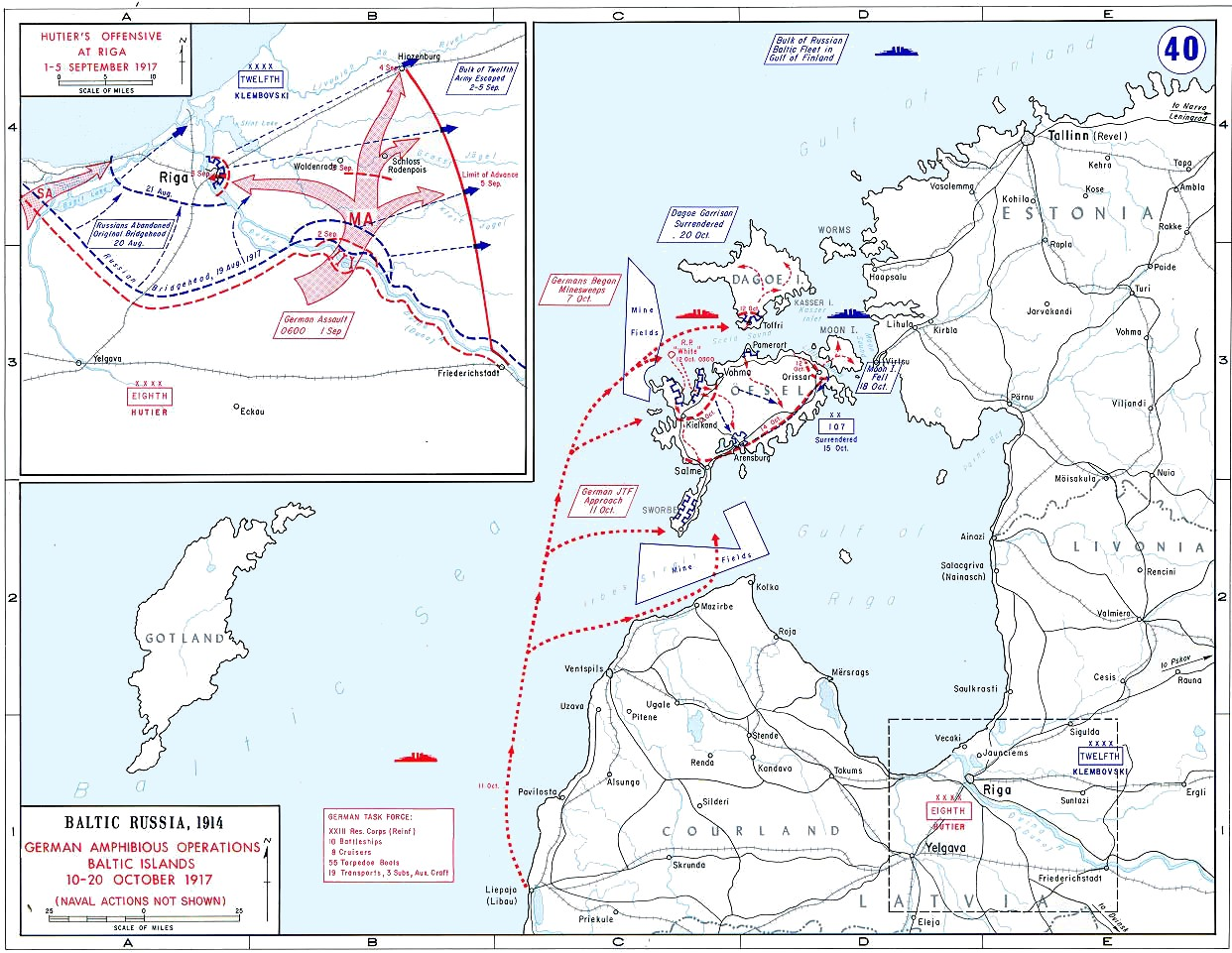
Carte montrant les mouvements de la marine et de l'armée allemandes pour s'emparer de Riga et des îles du golfe

Au début du mois de septembre 1917, après la prise de Riga par l'armée allemande, la marine allemande décide d'éliminer les forces navales russes encore présentes dans le golfe de Riga. L' Admiralstab (haut commandement de la marine) planifie une opération pour s'emparer de l'île de Saaremaa, et plus particulièrement des batteries de canons russes situées sur la péninsule de Sõrve. Le 18 septembre, l'ordre est donné de préparer une opération combinée avec l'armée pour capturer les îles Saaremaa et Muhu. La composante navale comprend le vaisseau amiral, le SMS Moltke, ainsi que les IIIe et IVe Escadre de bataille de la flotte de haute mer. La IIIe Escadre est formée des quatre navires de classe König renforcés du nouveau cuirassé SMS Bayern. La IVe Escadre est composée des cinq cuirassés de la classe Kaiser. Avec neuf croiseurs légers, trois flottilles de torpilleurs et des dizaines de dragueurs de mines, l'ensemble de la force compte environ 300 navires, soutenus par plus de 100 avions et six zeppelins. La force d'invasion terrestre s'élève à environ 24 600 officiers et hommes de troupe.
Face aux Allemands, les Russes alignent les anciens pré-dreadnoughts Slava et Tsarevitch, les croiseurs cuirassés Baïan, Amiral Makarov et Diana, 26 destroyers et plusieurs torpilleurs et canonnières. Trois sous-marins britanniques de classe C sont également stationnés dans le golfe. Le détroit d'Irben, la principale entrée sud du golfe de Riga, est fortement miné et défendu par de nombreuses batteries d'artillerie côtières. La garnison de Saaremaa compte près de 14 000 hommes, mais en 1917, elle est réduite à 60 à 70 % de ses effectifs théoriques.
Le 12 octobre 1917, l'opération débute par des tirs de couverture du SMS Moltke et des quatre navires de la classe König pour supprimer les batteries côtières couvrant la baie de Tagalaht lors du débarquement des troupes terrestres. Le SMS Markgraf tire sur la batterie située au cap Ninnast. Après le débarquement réussi des troupes, la IIIe Escadre de bataille se rend à la Baie de Puck sans le SMS Markgraf resté en arrière. Le 17, le SMS Markgraf quitte la baie de Tagalaht pour rejoindre son escadre dans le golfe de Riga, mais tôt le lendemain matin, il s'échoue à l'entrée de Kalkgrund. Le navire est rapidement libéré et atteint le 19 octobre, la zone de mouillage de la IIIe Escadre de bataille. Le lendemain, Markgraf se trouve vers l'île de Muhu et, le 25, participe au bombardement des positions russes sur l'île de Kihnu. Le navire retourne à Kuressaare le 27 octobre et deux jours plus tard, il est détaché de l'opération Albion pour retourner en Mer du Nord.
Le SMS Markgraf est touché par les explosions successives de deux mines alors qu'il se trouve dans le détroit d'Irbe, 260 tonnes métriques d'eau pénètrent dans le navire. Il continue son trajet jusqu'à Kiel via Nowy Port à Gdańsk. Le navire est ensuite réparé à Wilhelmshaven. Les travaux de réparation ont lieu du 6 au 23 novembre au Kaiserliche Werft Wilhelmshaven. Une fois les réparations terminées, le SMS Markgraf reprend son service de garde en Mer du Nord. Il ne prend par part à la tentative de raid sur un convoi britannique du 23 au 25 avril 1918, car il est à quai à Kiel du 15 mars au 5 mai pour l'installation d'un nouveau mât avant.

### Le sabordage

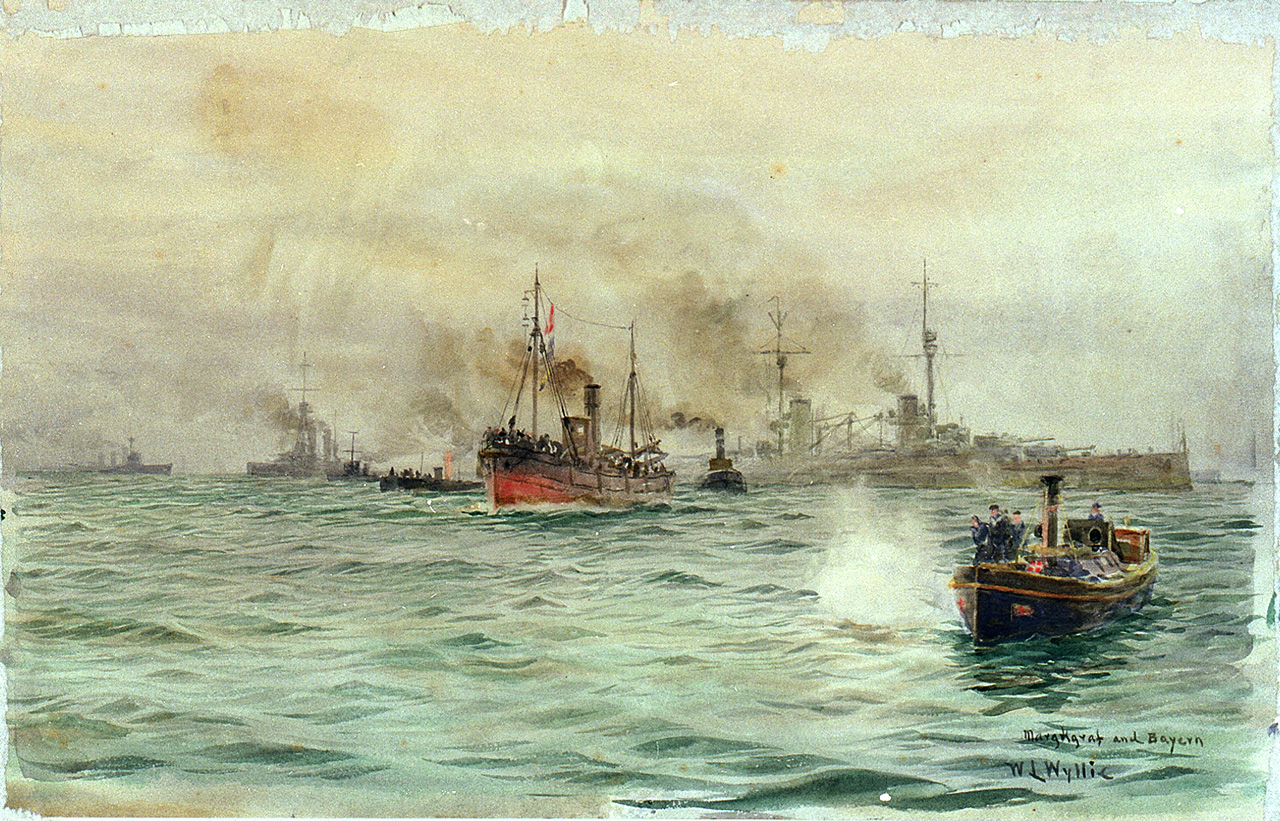
Peinture du SMS Markgraf entrant dans le Firth of Forth

À la fin du mois d'octobre, le SMS Markgraf et ses sister-ships trois sœurs doivent prendre part à la dernière action de la flotte quelques jours avant l'entrée en vigueur de l'Armistice. Le gros de la flotte de haute mer allemande doit sortir de sa base de Wilhelmshaven pour engager la Grande Flotte britannique. Le Grand-amiral Scheer a l'intention d'infliger autant de dégâts que possible à la marine britannique afin d'obtenir une meilleure position de négociation pour l'Allemagne, malgré les pertes attendues. Cependant, de nombreux marins fatigués de la guerre estiment que cette opération perturberait le processus de paix et prolongerait la guerre. Le matin du 29 octobre 1918, l'ordre est donné de partir de Wilhelmshaven le lendemain. À partir de la nuit du 29 octobre, les marins du SMS Thüringen puis de plusieurs autres cuirassés, dont le SMS Markgraf, se mutinent. Les troubles forcent finalement Hipper et Scheer à annuler l'opération. Informé de la situation, le Kaiser déclare : « Je n'ai plus de marine ».
Après la capitulation de l'Allemagne en novembre 1918, la plupart des navires de la flotte de haute mer, sous le commandement du contre-amiral Ludwig von Reuter, sont internés dans la base navale britannique de Scapa Flow. Avant le départ de la flotte allemande, l'amiral Adolf von Trotha indiqué clairement à von Reuter qu'il ne peut pas permettre aux Alliés de s'emparer des navires, sous aucune condition. La flotte a rendez-vous avec le croiseur léger britannique HMS Cardiff, qui conduit les navires à la flotte alliée chargée d'escorter les Allemands à Scapa Flow. La flotte alliée se compose de quelque 370 navires de guerre britanniques, américains et français. Une fois les navires internés, leurs canons sont désactivés par le retrait de leurs blocs de culasse, leurs équipages sont réduits à 200 officiers et hommes de troupe.

Carte des épaves des navires allemands, (#6) SMS Markgraf

La flotte reste en captivité pendant les négociations qui aboutissent au traité de Versailles. Von Reuter pensait que les Britanniques avaient l'intention de s'emparer des navires allemands le 21 juin 1919, date limite pour que l'Allemagne signe le traité de paix. Ignorant que le délai avait été prolongé jusqu'au 23, Reuter ordonne que les navires soient coulés à la première occasion. Le matin du 21 juin, la flotte britannique quitte Scapa Flow pour effectuer des manœuvres d'entraînement. À 11h20, Reuter transmet l'ordre de sabordage à ses navires. Le SMS Markgraf coule à 16h45. Les soldats britanniques paniquent dans leur tentative d'empêcher les Allemands de saborder les navires ; ils tirent et tuent le capitaine du SMS Markgraf, Walter Schumann, et un homme de troupe dans un canot de sauvetage. Au cours du sabordage de la flotte allemande, les gardes tuent neuf Allemands et en blessent vingt et un, les 1 860 officiers et hommes de troupe restant sont emprisonnés.
Le SMS Markgraf n'a jamais été renfloué pour la casse, contrairement à la plupart des autres navires allemands sabordés. Le SMS Markgraf et ses sister-ships ont coulé dans des eaux plus profondes que les autres navires, rendant toute tentative de sauvetage plus difficile. Le déclenchement de la Seconde Guerre mondiale en 1939 met un terme aux opérations de sauvetage. Après la guerre, les coûts de renflouement sont tels que les épaves ne sont pas remontées.
Les épaves du SMS Markgraf et des cuirassés SMS König et SMS Kronprinz sont classées comme monuments maritimes anciens depuis le 23 mai 2001. Les épaves sont devenues des sites de plongée populaires et sont protégées par une politique interdisant aux plongeurs d'en récupérer des objets. En 2017, des archéologues marins du Orkney Research Center for Archaeology ont mené des enquêtes approfondies sur le SMS Markgraf et neuf autres épaves dans la région, dont six autres navires de guerre allemands et trois britanniques. Les archéologues ont cartographié les épaves avec un sonar et les ont examinées avec des véhicules sous-marins télécommandés dans le cadre d'un effort pour déterminer la détérioration des épaves.

## Commandants
- octobre 1914 - août 1915 : Kapitän zur See Hermann Nordmann
- août 1915 - octobre 1916 : Kapitän zur See Karl Seiferling (de)
- octobre 1916 - août 1917 : Kapitän zur See Friedrich Behncke (de)
- août 1917 - novembre 1918 : Kapitän zur See Hermann Mörsberger (de)
- novembre 1918 - juin 1919 : Korvettenkapitän Walther Schumann